# Matthias Fischer (Rechtsextremist)
Matthias Fischer (* 1977 in Templin) ist ein deutscher Neonazi und Vorsitzender der rechtsextremistischen Kleinpartei Der III. Weg. Er war eine der bedeutendsten Führungsfiguren der rechtsradikalen Szene in Bayern und einer der maßgeblichen Aktivisten in der neonazistischen Kameradschaftsszene Süddeutschlands, wie in dem 2014 verbotenen Dachverband Freies Netz Süd (FNS). Fischer war bayerischer Landesvorsitzender der Jungen Nationaldemokraten (JN), der Jugendorganisation der NPD. Seit 2014 lebt er in Brandenburg und ist maßgeblich am Aufbau der rechtsextremistischen Partei Der III. Weg in den östlichen Bundesländern beteiligt.

## Leben
Matthias Fischer wuchs nach eigenen Angaben in seinen ersten Lebensjahren in Chemnitz auf, ehe seine Eltern 1989 mit ihm nach Nürnberg zogen. Er ist gelernter Maler und wegen verschiedener Gewaltdelikte vorbestraft. 2014 zog er mit seiner Familie nach Angermünde in Nordost-Brandenburg.

### Aktivist in Kameradschaften und bei der NPD
Fischer stand auf einer Kontaktliste der drei Mitglieder des Nationalsozialistischen Untergrundes (NSU). Bereits Anfang der 2000er Jahre zählte er zu den richtungsweisenden Aktivisten in der Nazigruppe „Nationalisten Nürnberg“. Kurze Zeit später wurde die „Fränkische Aktionsfront“ (FAF) gegründet, bei der sich Fischer, der ehemalige Schlagzeugspieler der Neonaziband Hate Society, ebenfalls im Führungskreis betätigte. Er trat als presserechtlich Verantwortlicher für die Publikationen der Landser-Zeitschriften auf, an den er beteiligt war.
Matthias Fischer kandidierte bei der Bundestagswahl 2005 für den Wahlkreis Fürth und erreichte 2,2 Prozent.
Am 15. März 2007 zeigte das ARD-Fernsehmagazin Panorama geheime Aufnahmen von einem Treffen zur Ehrung gefallener SS-Angehöriger in Budapest. An dem Treffen nahm unter anderem der damalige NPD-Bundesvorsitzender Udo Voigt teil. Bei der dazugehörenden Musikveranstaltung kam es zu antisemitischen und rassistischen Ausfällen. Mitglieder des Kaders der NPD waren auf den Aufnahmen mit „Heil-Hitler“-Rufen zu sehen. In einem späteren Interview bezeichnete Udo Voigt daraufhin den Hitlergruß als „Friedensgruß“, der 60 Jahre nach Kriegsende erlaubt sein sollte.
Bei der Landtagswahl in Bayern 2008 trat Fischer auf Listenplatz 2 für die NPD an. Ebenfalls 2008 versuchte er vergebens, in den Stadtrat von Fürth gewählt zu werden. Nach dem Verbot der FAF fungierte er als Kreisvorsitzender der NPD in Fürth.
Später wurde Fischer Landeschef der Jungen Nationaldemokraten (JN), der Jugendorganisation der NPD. Im Mai 2010 trat Matthias Fischer aus der NPD aus. Er legte sein Amt als Vorsitzender des NPD-Bezirksverbands Mittelfranken nieder. Der Verband galt in NPD-Kreisen „von jeher als die Herzkammer der Partei in Bayern“ (Süddeutsche). Fischer trat zu diesem Zeitpunkt als Hauptorganisator des monatlichen Aufmarsches der Rechtsextremisten im oberfränkischen Gräfenberg auf.
Der unterfränkische NPD-Chef Uwe Meenen, bis 2010 NPD-Landesvize, trat im Mai 2010 beim NPD-Parteitag in der Nähe von Landau (Niederbayern) in einer Kampfkandidatur erneut gegen den damaligen bayerischen NPD-Chef Ralf Ollert an. Bei einer ersten Kampfkandidatur war Meenen 2008 mit zwei Stimmen Unterschied an Ollert gescheitert. Die Jungorganisation der NPD warf Ollert 2010 vor, für das schwache Ergebnis bei der Landtagswahl 2010 mit 1,2 Prozent verantwortlich zu sein. Gemeinsam mit Meenen verließ ein Drittel der Delegierten den Parteitag.
Mittlerweile treten die Fürther Rechten um Fischer als „Bürgerinitiative soziales Fürth“ (BiSF) auf und verteilen flächendeckend rassistische Handzettel in Fürther Stadtteilen. Selbsterklärtes Ziel der BiSF war es, 2014 an den Stadtratswahlen teilzunehmen und mit einem Vertreter in das Fürther Stadtparlament einzuziehen.
Fischer rief mit zur bundesweit beworbenen „Nationalen 1.-Mai-Demonstration 2013“ in Würzburg auf.
Fischer hat Kontakte zu einer Reihe von bundesweit aktiven Neonazis, darunter Thomas Wulff. Fischer zählt als Aktivist der Anti-Antifa. Ungeklärt blieben die Verbindung Fischers zur rechten Terrororganisation NSU, der in Deutschland mindestens neun Menschen aus rassistischen Motiven ermordet hat. Fischer war als Kontakt für Nürnberg im Telefonbuch des NSU-Terroristen Uwe Mundlos verzeichnet.
Bei einer Durchsuchungsaktion des Bayerischen Landeskriminalamts (LKA) am 10. Juli 2013 gegen die Neonazikameradschaft Freies Netz Süd (FNS) wurden auch Räume von Fischer in Stadeln (Fürth) und Norman Kempken aus Nürnberg durchsucht, wo auch mehrere Neonazis gemeldet waren.
Viele Jahre war Fischer einer der einflussreichsten Aktivisten im „Freien Netz Süd“. In dieser Rolle rief er 2014 zum „Nationalen 1. Mai“ auf und forderte gemeinsam mit Tony Gentsch den Stopp der Zuwanderung, um den Zustrom der „Lohndrücker“ zu unterbinden. Die „Vertreter der Gewerkschaften“, der Sozialdemokratie und Linke griffen sie als Verräter der „deutschen Werktätigen“ an.
Fischer betrieb seit 2013 bis zum Verbot und der Beschlagnahmung 2014 mit Tony Gentsch den vom Verfassungsschutz beobachteten Final-Resistance-Versand, den Daniel Weigl 2010 gegründet hatte, im Regnitzlosauer Ortsteil Oberprex.

### Aryan-Hope-Mitglied
Matthias Fischer ist Mitglied der Gruppe „Aryan Hope“ (dt. ‚Arische Hoffnung‘). Diese strebt ein weltweites Netz von Kampfgemeinschaften an und propagiert die „Weiße Vorherrschaft“. Wie der Großteil der Mitglieder hat sich auch Fischer den englischen Slogan über das linke Ohr tätowieren lassen.

### Aktivist bei der Partei Der III. Weg
Seit dem Verbot des FNS organisieren sich vorwiegend süddeutsche Nationalisten in der Partei „Der III. Weg“; so auch Fischer. Er ist an dem Strukturauf- und -ausbau der Partei in den östlichen Bundesländern maßgeblich beteiligt.
Im Sommer 2014 zog Fischer mit seiner Familie nach Angermünde in Nordost-Brandenburg, in die Nähe seiner Geburtsstadt Templin. Er arbeitet eng mit Maik Eminger, Zwillingsbruder des NSU-Prozess-Angeklagten André Eminger, aus Grabow zusammen. Maik Eminger meldet Versammlungen an und ist federführender Aktivist der Partei in Brandenburg.
Am 9.  Januar 2016 kam es zur Gründung des „Gebietsverbandes Mitte“ der Partei Der III. Weg in Berlin. Diese Gliederung umfasst die Bundesländer Thüringen, Sachsen, Sachsen-Anhalt, Brandenburg und Berlin. Als „Gebietsverbandsleiter Mitte“ wurde Matthias Fischer vorgeschlagen und mit 96 % in das Amt gewählt.
Im November 2021 wurde auf einer Kundgebung des III. Wegs in Wunsiedel bekannt gegeben, dass Fischer den Parteigründer Klaus Armstroff als Vorsitzenden abgelöst hat.